# ТЕС Лагіша
ТЕС Лагіша (Łagisza) – вугільна теплова електростанція на півдні Польщі за десяток кілометрів на північний схід від околиць Катовиць.

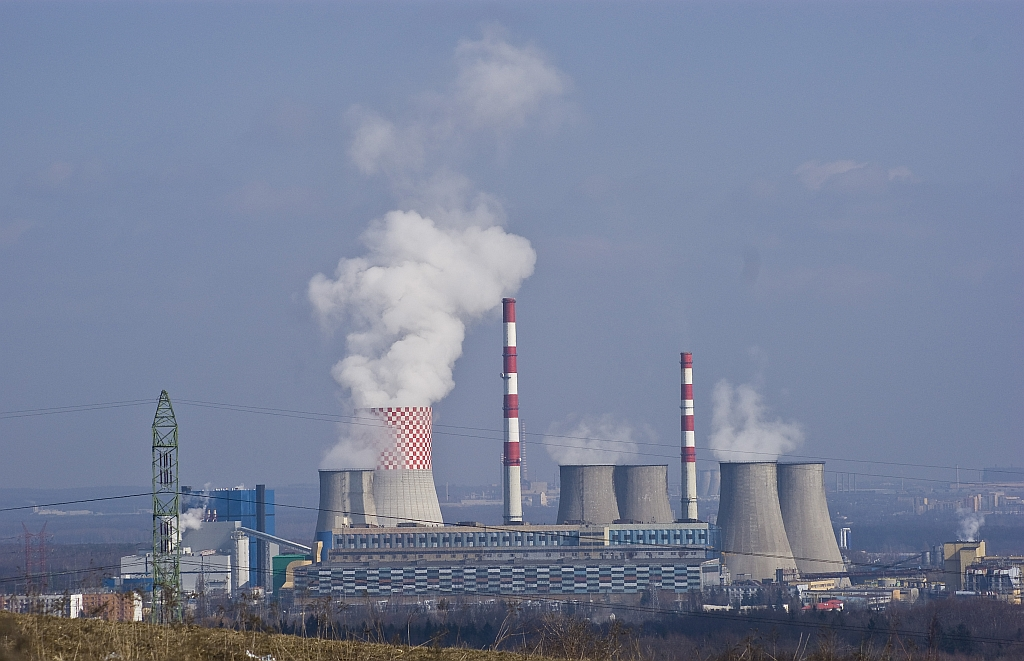
Загальний вигляд станції. Ліворуч парує градирня блоку № 10. По центру знімка димар блоків 3 — 7, праворуч — димар блоків 1 — 2

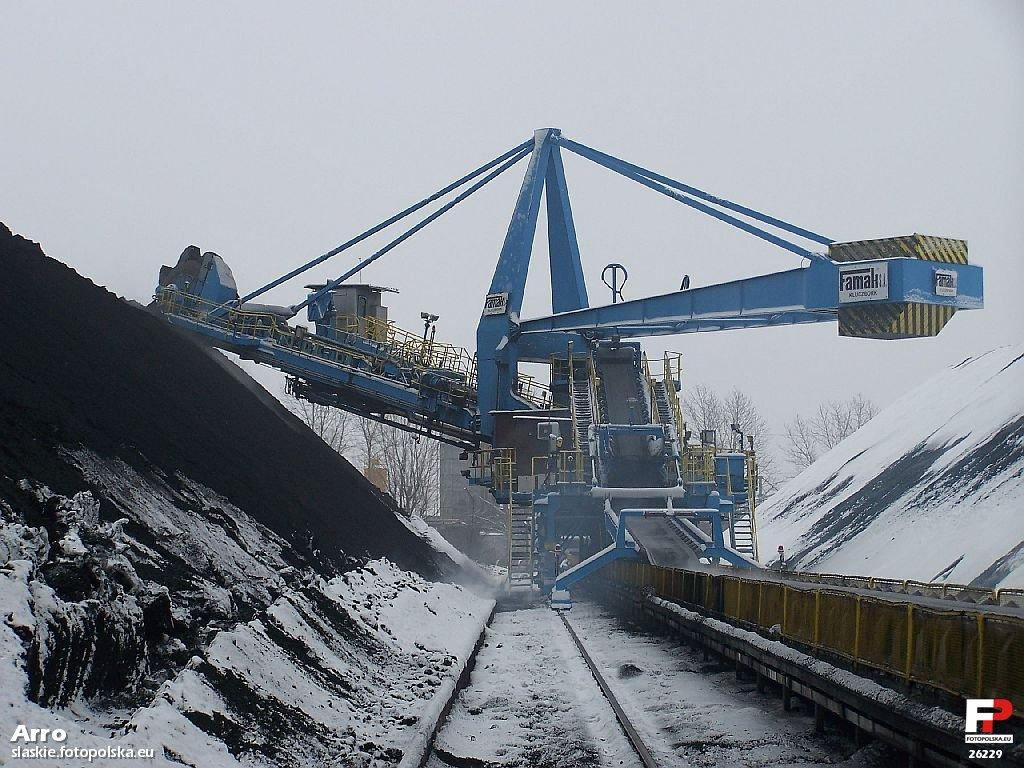
Завантажувач вугілля із комплексу обладнання станції

У 1963-му на майданчику станції ввели в експлуатацію перші два енергоблоки потужністю по 125 МВт, які мали імпортоване з Великої Британії обладнання — котли виробництва Babcock&Wilcox та генераторні комплекти AEI Metropolitan Wickers. А з 1967 по 1970 роки стали до ладу ще п'ять блоків потужністю по 120 МВт, котрі були вже оснащені вітчизняними агрегатами. Котли, турбіни та генератори для них виготовили компанії Rafako (Рацибуж), Zamech (Ельблонґ) та Dolmel (Вроцлав). Для видалення продуктів згоряння спорудили два димарі — перший для блоків 1 та 2 і другий висотою 200 метрів для блоків 3 — 7.
Через зношеність обладнання блок № 3 вивели з експлуатації у 1998 році. Те саме відбулось із блоком № 4 в 2009-му, тоді як блоки 1 та 2 виключили з переліку генеруючих потужностей в 2013-му. Невдовзі зупинили і блок № 5.
Втім, вибуття застарілих об'єктів було значним чином компенсоване шляхом спорудження нового блоку № 10, котрий став до ладу в 2009-му. Тут встановлено перший у світі котел з циркулюючим киплячим шаром для суперкритичних параметрів пару, створений за технологією компанії Sumitomo. При цьому виробником котла виступила Foster Wheeler, а парову турбіну та генератор потужністю 460 МВт постачив концерн Alstom. Новий об'єкт має паливну ефективність на рівні 43,3 %, при тому, що аналогічний показник для блоків попередньої черги складав 36 %. Градирня блоку сягає висоти 133 метри.
Ще у 1982—1989 роках станції надали можливість виконувати функцію теплоцентралі, для чого змонтували два водогрійні котли WP-70 потужністю по 81,4 МВт та тепловий пункт з двома агрегатами по 28 МВт. Надалі зазначені котли вивели з експлуатації та замінили двома теплообмінниками UP–10 потужністю по 126 МВт на блоках 6 і 7. Втім, фактична сукупна теплова потужність станції становить лише 279 МВт.
Воду для потреб охолодження забирають із водосховищ Погорія, створених на основі ресурсу річки Чорна Пшемша та її лівої притоки Погорія.  
Зв'язок з енергосистемою відбувається по ЛЕП, розрахованим на роботу під напругою 110 кВ та 220 кВ.